# دفنة ذات رائحة
دفنة ذات رائحة (الاسم العلمي: Daphne odora) هي نوع من النباتات يتبع جنس الدفنة من الفصيلة المثنانية.